# (8001) Ramsden
(8001) Ramsden (1986 TR3) – planetoida z pasa głównego asteroid okrążająca Słońce w ciągu 5,55 lat w średniej odległości 3,13 au. Odkryta 4 października 1986 roku.